# Държавна психиатрична болница (Карлуково)
Държавната психиатрична болница в село Карлуково е клиника за диагностика и лечение на психични разтройства и зависимости към алкохол и наркотични вещества.
Болницата е построена на мястото на средновековния Карлуковски манастир „Викторова лъка“, който се предполага, че датира от ХІV век, по време на Второто българско царство. От манастира до днес е запазена единствено църквата „Успение Богородично“, която се намира в пределите на болницата и е обявена за Паметник на културата с национално значение. Болницата съществува от 1902 г.
Теренът, върху който е построена клиниката, представлява парк с площ от 70 дка, на който са разположени три болнични павилиона. Тук се лекуват в седем отделения с общ капацитет 215 легла, разпределени между мъжко и женско отделение за краткосрочно лечение на остри психози и зависимости, мъжко и женско отделение за средносрочно лечение на тежки психози, геронтологично отделение, отделение за зависимости към алкохол и психоактивни вещества. Те са тип защитени общежития за хронично болни пациенти.